# World Monuments Watch List 2020
World Monuments Watch List 2020 är 2020 års utgåva av den lista över hotade kulturminnen från hela världen, som utges vartannat år av World Monuments Fund.
| Objekt                                         | Bild | Plats                                      | Koordinater                                     |
| Koutammakou, Batammaristammens land            |      | Benin och Togo                             | 10°6′0″N 1°4′0″Ö / 10.10000°N 1.06667°Ö         |
| Ontario Place                                  |      | Toronto, Kanada                            | 43°37′44″N 79°25′01″V / 43.629°N 79.417°V       |
| Orongo                                         |      | Påskön, Chile                              | 27°7′S 109°22′V / 27.117°S 109.367°V            |
| Alexan Pashas palats                           |      | Asyut, Egypten                             | 27°11′20″N 31°11′31″Ö / 27.18889°N 31.19194°Ö   |
| Notre-Dame de Paris                            |      | Paris, Frankrike                           | 48°51′11″N 2°20′59″Ö / 48.85306°N 2.34972°Ö     |
| Bennerley Viaduct                              |      | Derbyshire–Nottinghamshire, Storbritannien | 52°59′20″N 1°17′59″V / 52.988776°N 1.299691°V   |
| Tusheti nationalpark                           |      | Georgien                                   | 42°24′36″N 45°29′13″Ö / 42.41000°N 45.48694°Ö   |
| Gingerbread-kvarteren i Port-au-Prince         |      | Port-au-Prince, Haiti                      | 18°31′46″N 72°20′15″V / 18.52944°N 72.33750°V   |
| Gamla vattenförsörjningssystem på Deccanplatån |      | Karnataka och Maharashtra, Indien          | 16°49′30″N 75°42′36″Ö / 16.82500°N 75.71000°Ö   |
| Sardar Vallabhbhai Patel Stadium               |      | Ahmedabad, Indien                          | 23°5′30″N 72°35′51″Ö / 23.09167°N 72.59750°Ö    |
| Mam Rashanhelgedomen                           |      | Irak                                       | 36°41′N 43°26′Ö / 36.683°N 43.433°Ö             |
| Inari-yu badhus                                |      | Kita, Tokyo, Japan                         | 35°44′41″N 139°43′28″Ö / 35.74472°N 139.72444°Ö |
| Iwamatsu                                       |      | Uwajima, Ehime prefektur, Japan            | 33°07′23″N 132°31′11″Ö / 33.12306°N 132.51972°Ö |
| Canal nacional                                 |      | Ciudad de México, Mexiko                   | 19°19′10″N 99°05′58″V / 19.31944°N 99.09944°V   |
| Traditionella burmesiska landsbygdshus i teak  |      | Myanmar                                    | 22°45′N 95°58′Ö / 22.750°N 95.967°Ö             |
| Chojin Lamatempel                              |      | Ulan Bator, Mongoliet                      | 47°54′54″N 106°55′06″Ö / 47.91500°N 106.91833°Ö |
| Böneplatser i Katmandudalen                    |      | Nepal                                      | 25°26′N 85°18′Ö / 25.433°N 85.300°Ö             |
| Anakalibasaren i Lahore                        |      | Lahore, Pakistan                           | 31°34′0″N 74°18′58″Ö / 31.56667°N 74.31611°Ö    |
| Urubambadalen                                  |      | Cusco, Peru                                | 13°20′S 72°05′V / 13.333°S 72.083°V             |
| Kindlerkapellet, Pabianice lutherska kyrkogård |      | Pabianice, Polen                           | 51°39′17″N 19°21′19″Ö / 51.65472°N 19.35528°Ö   |
| Atriumhus i Axerquía i Cördoba                 |      | Córdoba, Spanien                           | 37°53′18″N 4°48′44″V / 37.88833°N 4.81222°V     |
| Bears Ears National Monument                   |      | Utah, USA                                  | 37°37′47″N 109°52′03″V / 37.62961°N 109.86760°V |
| Bostadsområden i Aguirre                       |      | Aguirre, Puerto Rico                       | 17°57′09″N 66°15′36″V / 17.95250°N 66.26000°V   |
| San Antonio Woolworth Building                 |      | San Antonio, Texas, USA                    | 29°25′34″N 98°29′17″V / 29.42611°N 98.48806°V   |
| Hus i den gamla judiska stadsdelen i Buchara   |      | Buchara, Uzbekistan                        | 39°46′05″N 64°25′01″Ö / 39.76806°N 64.41694°Ö   |